# Karel Nedvěd
Karel Nedvěd (8. prosince 1879 Lány – červen 1969?) byl český atlet, běžec.
Byl členem klubů AC Praha 1890 a poté Sparta Praha. Na Letních olympijských hrách 1900 závodil v běhu na 400 metrů, kde nepostoupil ze semifinále.
Zemřel počátkem června 1969.